# Baligh Hamdi
Baligh Hamdi (arabe : بليغ حمدي), né le 7 octobre 1932, mort le 17 septembre 1993, était un compositeur égyptien.

## Biographie
Compositeur et interprète égyptien majeur du XXe siècle. Il devint célèbre à la fin des années 1950, d'abord grâce à ses collaborations avec Abdel Halim Hafez (à partir de 1957 exactement - pour qui il composa dans un premier temps quelques chansons courtes - comme la mélodie sentimentale "Tikhunu" ou la chanson "Khossara"-  interprétées dans des comédies musicales), puis, vu le succès rapide rencontré par ces œuvres considérées à l'époque comme très originales, audacieuses et modernes, c'est sa collaboration avec la grande Oum Kalthum  qui le hissa subitement, à l'âge de 28 ans au rang des compositeurs importants du monde arabe.

## Œuvres

### Baligh Hamdi et Oum Kalthum
Après la chanson "Hob eh" - aussi intitulée parfois "Anta fine we-l Hob fine" qu'Oum Kalthum lui commanda en 1960 pour varier et moderniser quelque peu son répertoire, chanson originale mais pourtant encore respectueuse globalement des normes classiques, il fut contacté pour finir la composition restée inachevée d'une œuvre commencée par un autre grand nom de la musique égyptienne du début du XXe siècle, Zakariya Ahmed. Ce compositeur au style très personnel, reconnaissable, ancré à la fois dans l'héritage traditionnel et ayant évolué, notamment dans les œuvres pour Oum Kalthoum dans les années 1940, vers un art savant, raffiné et en même temps extrêmement populaire, avait énormément marqué la chanson égyptienne. Achever une de ses œuvres, était à la fois une mission de poids symboliquement, en devant se fondre, épouser les contours du style personnel d'un autre, et en même temps une mission difficile que n'auraient pas acceptée d'autres compositeurs plus expérimentés au style tout aussi marqué. Le jeune prodige Baligh Hamdi, qui se revendiquait alors de l'influence de Zakariya Ahmed, était donc tout indiqué pour ce travail. Il en résulta donc en 1961 "Ansak da Kalam" - intitulé aussi parfois "Mush Momken Abadan". Cette chanson connut un succès très important.
Vinrent ensuite des titres majeurs comme "Alf Leïla We Leïla", "Sirt el Hob", "Fat el Mi'ad" ou "Ba'id 'annak" devenus des standards, beaucoup plus modernes, introduisant à côté des instruments traditionnels arabes d'autres instruments européens comme le saxophone ou l'accordéon; ces œuvres contiennent quand même des parties instrumentales et des parties chantées respectant le système modal classique, la structure de la chanson fleuve kalsoumienne (mise au point dans les années 1940 par Riad Sumbati et Zakaiya Ahmed) et sont accompagnées rythmiquement par un ensemble d'instruments de percussions orientales exécutant des rythmes traditionnels. Cependant ces chansons qui constituent les fondements d'un nouveau style typique de Baligh Hamdi, qui fera sa renommée, participent à marquer en même temps une nouvelle étape esthétique importante dans l'œuvre d'Um Kalthum qui fut perçue alors comme moins savante, plus moderne, plus accessible, plus proche de la variété ou de la musique populaire, malgré son exigence et son raffinement, participant à donner ainsi naissance à une forme nouvelle dans les années 1960 nommée parfois "variété classicisante" ou "genre intermédiaire" entre le savant et la variété.

### Baligh Hamdi et Abdel Halim Hafez
Après les premières chansons courtes composées à la fin des années 1950 pour les comédies musicales d'Abdel Halim Hafez, Baligh Hamdi lui composa ensuite plusieurs chansons plus longues, rythmées, à la fois modernes dans l'instrumentation et contenant un certain cachet traditionnel arabe (rythmiquement notamment) qui furent de très gros succès commerciaux; "sawah", "al-touba", "gana el hawa", "el hawa hawaya", "ala hisb wedad"...
À partir de 1970 Abdel Halim Hafez voulut interpréter à son tour des chansons fleuves sur le modèle des succès kalsoumiens; c'est pourquoi il se tourna vers ce compositeur qui accompagna ses débuts et qui connut un grand succès ensuite avec les chansons longues, modernes et très populaires pour Oum Kalthum. C'est donc "Zay el Hawa" que composa Baligh Hamdi en 1970 pour Abdel Halim Hafez. Cette chanson de plus d'une heure, en quatre parties, avec de longues parties instrumentales et un refrain connu de tous, fut un succès majeur d'Abdel Halim Hafez considéré aujourd'hui comme une de ses œuvres phares extrêmement familière pour des millions d'arabophones.
Vinrent ensuite d'autres succès importants dans la même veine comme "Ma'oud", "Meddah el 'amar", "Hawel teftekerni" et "ay dem'at hozen...la" de plus en plus audacieuses formellement et intégrant davantage d'instruments modernes. Les introductions musicales de ces chansons, qu'on peut qualifier "d'ouvertures", pouvant durer parfois plus de dix minutes présentent les thèmes, les modes développés dans le reste de l'œuvre. Certains musicologues ont parlé de "laboratoires" de créations au sujet de ces introductions musicales. En plus de solos de nay ou de violon, d'instruments traditionnels que Baligh Hamdi aimait parfois mettre en lumière, les parties instrumentales des chansons d'Abdel Halim composées par Baligh Hamdi contiennent aussi presque systématiquement des phrases originales pour l'époque, d'orgue électrique (interprétées par le musicien pilier de l'orchestre - Hany Mehana), de guitare électrique (interprétées par le grand Omar Khorshid) ou de saxophone (interprétées par Samir Sourour).

### Baligh Hamdi et autres artistes
- En pleine gloire au début des années 1970, il rencontre celle qui devint son épouse pendant quelques années, la chanteuse algérienne Warda Al Jazairia qui s'établit à cette époque en Égypte. Leur collaboration fut très fructueuse : la justesse, la précision de la voix extrêmement populaire de Warda, son sens du rythme et sa maîtrise des nuances selon Daniel Caux[3], son raffinement exceptionnel permettant de conjuguer puissance et délicatesse, inspirèrent à Baligh Hamdi plusieurs chefs-d’œuvre dont le génie dit-on était cette fois nourri d'un amour sincère et profond. "Khalik Hena" et "Isma'ouni" (parfois intitulée "Ahli el hawa"), dans le genre majestueux kalsoumien revu et corrigé par Baligh Hamdi (se sentant comme plus libre quand il composait pour Warda), contemporains des grands succès d'Abdel Halim Hafez, sont en effet considérés par un large public comme des œuvres majeures de l'art arabes des années 1970 au même titre que celles chantées par d'autres artistes classiques.
- Il travailla aussi avec la chanteuse égyptienne Nagat Essaghira, puis avec la chanteuse syrienne Mayada El Hennawy. La chanson de variété très rythmée "Ala Rimchi younha" chantée par les artistes libanais Wadih Al-Safi ou Rabi' El Khawli connut un succès énorme dans tout le monde arabe.
- Il a aussi contribué au renouveau du théâtre musical égyptien et produit la musique de nombreux films et téléfilms égyptiens[réf. nécessaire].
- Ses musiques très rythmées furent souvent reprises dans les années 1970 et 80 par des orchestres spécialisés dans l'accompagnement de danses orientales ("belly dance"). Baligh Hamdi conduisit lui-même plusieurs enregistrements de ses titres sous forme instrumentale. Il composa en outre plusieurs œuvres pensées pour être jouées de façon instrumentale, dont en 1980 six expérimentations mêlant musique arabe et musique indienne avec le joueur de sitar Magid Khan.
- Il interpréta souvent lui-même plusieurs de ses succès lors de concerts où il s'accompagnait notamment de son oud original ayant la spécificité d'avoir un dos plat.